# Minnesota Woman

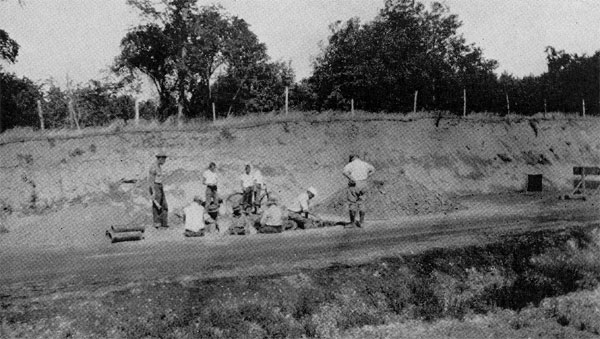
Secondo scavo nel sito della Minnesota Woman nel 1931

Minnesota Woman (letteralmente "donna del Minnesota") o Pelican Rapids-Minnesota Woman sono i resti fossili di uno scheletro appartenuto ad una donna, rinvenuti nel 1931 durante scavi archeologici e datati alla fine del Pleistocene, costituendo dunque uno dei più antichi resti fossili umani ritrovati in America. 
Nel 1999 i resti della donna del Minnesota furono sepolti nel South Dakota e, quindi, non sono disponibili per ulteriori studi.

## Descrizione
Lo scheletro fu rinvenuto a Pelican Rapids, nella contea di Otter Tail durante gli scavi per la costruzione della U.S. Route 59, in una zona dove in passato c'era un lago, poi prosciugatosi. I resti furono prelevati dal dottor Albert Jenks e portati all'Università del Minnesota, dove furono identificati e attribuiti a un uomo, Minnesora Man, di 15-16 anni vissuto almeno 10000 anni fa..
Solo nel 1959 il cranio fu ricosciuto come appartenente ad una donna e con successive misurazioni effettuate col metodo del carbonio-14, la datazione fu stimata a 8000 anni fa.
Lo scheletro, recuperato grazie a due scavi successivi, era quasi completo; anche se mancavano alcune piccole parti del cranio e della parte superiore della faccia, l'unica parte importante completamente non rappresentata erano le ossa nasali; dei denti, mancava solo l'incisivo laterale superiore sinistro. Il cranio fu identificato appartenente all'homo sapiens del tipo mongoloide, secondo la classificazione utilizzata all'epoca del ritrovamento.
Insieme alle ossa fu trovato un pugnale ricavato dal corno di alce e un pendente a forma di conchiglia, ricavato dal guscio di una lumaca (Sinistrofulgur perversum), che vive solo in Florida